# Petralife
I Petralife (in latino Petraliphas, in greco Πετραλ[ε]ίφας?) e al femminile Πετραλίφαινα (Petraliphaina), erano una famiglia aristocratica bizantina di origine italiana.
Antenato della famiglia fu il normanno Pietro, da Alife, che per primo giunse nell'impero bizantino sotto Roberto il Guiscardo nella seconda metà dell'XI secolo, ma in seguito entrò al servizio del basileus Alessio I Comneno. Il primo membro della famiglia di cui si ha notizia fu Alessio Petralife, secondo Giovanni Cinnamo un generale a capo di una forza armata inviata dall'imperatore Manuele I Comneno (r. 1143-80) al suo alleato Qilij Arslan II, sultano di Rûm.
Secondo The Byzantine Family of Raoul-Ral(l)es (1973) di Sterios Fassoulakis, Alessio Petralife sposò Anna Raoul, figlia di Giovanni Ruggero Dalasseno (Raoul) e Maria Comnena. Tuttavia, Cinnamo riporta che Anna era figlia di Giovanni II Comneno (r. 1118-43) e Piroska d'Ungheria. Un figlio di Alessio Petralife e Anna Raoul avrebbe sposato Elena di Boemia. Elena era figlia di Federico di Boemia e di Elisabetta d'Ungheria; Elisabetta era figlia di Géza II d'Ungheria e di Efrosin'ja Mstislavna.
Durante il regno di Manuele I Comneno (1148-1180), oltre ad Alessio, un Niceforo Petralife è documentato come un insigne generale dell'esercito bizantino. Anche se la parentela tra di loro è conosciuta, potrebbero essere stati due dei quattro fratelli Petralife ricordati a Didymoteicho da Niceta Coniata. Una Teodora Antiochitissa Petraliphaina è menzionata su un sigillo datato al 1200 circa. Antiochitissa significa "donna di Antiochia".
La famiglia divenne molto importante tra la fine del XII secolo e la prima metà del XIII secolo: Giovanni Petralife fu sebastocratore di Tessaglia e Macedonia e svolse un ruolo di primo piano nel 1195 nella deposizione di Isacco II Angelo. Un altro sebastocratore, Niceforo Comneno Petralife, è attestato intorno al 1200. Maria Petralife, sorella del sebastocratore Giovanni, sposò il despota di Epiro e Tessalonica, Teodoro Comneno Ducas (1215-1230), mentre la figlia di Giovanni Teodora Petralife sposò Michele II d'Epiro intorno al 1240. Teodoro Petralife, figlio di Giovanni, sposò una figlia di Demetrios Tornikes, uno dei principali ministri di Giovanni III Vatatze (1221-1254) e svolse un ruolo di primo piano nei conflitti tra i Regni di Nicea e d'Epiro del 1250, disertando prima a Nicea e poi tornando dal cognato.
Giorgio Acropolita riporta anche un matrimonio tra Alessio Slavo, un vassallo dell'imperatore latino Enrico di Fiandra, con una rampolla non identificata della famiglie Petralife, forse Maria, un'altra figlia di Giovanni.
Un altro ramo della famiglia è attestato nell'Impero di Nicea, dove un altro Giovanni fu mega cartulario e comandante militare alla fine degli anni trenta del XIII secolo.